# Расветљивач
Расветљивач је електричар који је специјализован за рад са расветним телима у филмској и ТВ продукцији. Његов је задатак да брине о целокупном прибору за расвету и да поставља расветна тела током снимања према упутствима шефа расвете и директора фотографије.
Техничке ообине филмске траке су условљавале да су скоро сви филмови захтевали употребу вештачког осветљења, па и расветљивача. Старије врсте филмова су захтевале више светла јер је сама филмска трака била мање осетљива. Тада је и опрема расвете била прилично кабаста и гломазнија, а ипак, мањег интензитета, па је ефикасност и брзина снимања у великој мери зависила од рада расветљивача.
У ТВ студијима тај број зависи од величине  и техничких особина студија.